# Raonament deductiu
El raonament deductiu, deducció o mètode lògic deductiu és un mètode lògic que, a diferència del raonament o mètode inductiu, es basa en el fet que la conclusió és implícita a les premisses. Dit altrament, el raonament deductiu va del cas general al particular, perquè infereix els fets basant-se en una llei general. La conclusió no serà un nou coneixement, perquè se segueix necessàriament de les premisses. Si un raonament deductiu és vàlid i les premisses són veritables, la conclusió només pot ser veritable. Va ser descrit per primera vegada per filòsofs de l'antiga Grècia, especialment Aristòtil. La seva principal aplicació es fa pel mètode d'extrapolació.

## Desenvolupament
El mètode deductiu parteix de categories generals per fer afirmacions sobre casos particulars, al contrari que el mètode inductiu pel qual, observant que una cosa particular succeeix moltes vegades, es generalitza que es veu en totes les coses de la mateixa espècie. En raonament deductiu, en canvi, per tal que un raonament sigui vàlid la conclusió ha de poder derivar necessàriament de les premisses, i n'ha de derivar aplicant a aquestes premisses algunes de les regles d'inferència segons les regles de transformació d'un sistema deductiu o càlcul lògic. Aquestes regles constitueixen una llei lògica que defineix el significat de les relacions entre conceptes, però no la validesa dels conceptes en si. Cada regla expressa una tautologia i, per tant una veritat necessària i universal, en ser aplicada a les premisses com a cas concret permet considerar la inferència de la conclusió com un cas de raonament deductiu.
Per exemple, una regla podria ser la següent: si saps que sempre que passa una cosa en passa una altra, si passa la primera cosa pots concloure que passa l'altra. Això és sempre veritat independentment de quines coses parlis (perquè aquesta regla no parla tant de la realitat, com de què vol dir "sempre que passa"), per tant pots separar la verificació dels fets (és realment cert que sempre, sempre, sempre quan passa una cosa passa l'altra? és realment cert que està passant la primera cosa?) de la construcció lògica de l'argument que constitueix el raonament deductiu.
Dit d'una altra manera: la conjunció o producte de totes les premisses quan és veritable, és a dir, totes i cada una de les premisses són vertaderes, llavors implica la veritat de la conclusió. Això funciona així per a cada regla i, per tant, funciona també per qualsevol encadenament de regles en què la conclusió d'una regla s'utilitza com a premissa d'altres.
Per mitjà d'un raonament d'aquestes característiques es concedeix la màxima solidesa a la conclusió, les premisses impliquen lògicament la conclusió. I la conclusió és una conseqüència lògica de les premisses.
Oposadament al raonament inductiu, en el qual es formulen lleis a partir de fets observats (i per tant s’ampliaran el camp de coneixement), el raonament deductiu infereix fets basant-se en la llei general (i, per tant, confirma el que la llei ja determinava).
El mètode deductiu s'acostuma a dividir en dos tipus:
- Mètode deductiu directe de conclusió immediata: S'obté el judici d'una sola premissa, és a dir que s'arriba a una conclusió directa sense intermediaris.
- Mètode deductiu indirecte o de conclusió mediata: La premissa major conté la proposició universal, la premissa menor conté la proposició particular, de la seva comparació és la conclusió. Utilitza sil·logismes.[4]

Existeix encara un tercer mètode híbrid entre el deductiu i l'inductiu, anomenat hipoteticodeductiu.

## Aplicacions pràctiques
Es fa servir en la interpretació de la Taula de veritat que es crea per diagnosticar una avaria en un circuit electrònic digital, incloent el seu ús en els ordinadors.